# L'Assomption (municipalité régionale de comté)
Pour les articles homonymes, voir Assomption (homonymie).
L'Assomption est une municipalité régionale de comté (MRC) du Québec (Canada) dans la région de Lanaudière et dont le chef-lieu est L'Assomption.

## Géographie

### Transports
Un réseau d'autobus dessert le territoire ainsi qu'une liaison avec Montréal et Joliette. Il est administré par Exo, l'organisme qui s'occupe du réseau des autobus et des trains de banlieue dans les couronnes nord et sud de Montréal.
Le territoire de la MRC est desservi par le train de banlieue avec la gare Repentigny de la ligne Mascouche.

### Municipalités
| Nom           | Statut                   | Population 2021 | Superficie (km2) | Densité (h/km2) | Ref |
| ------------- | ------------------------ | --------------- | ---------------- | --------------- | --- |
| Charlemagne   | Ville                    | 6 302           | 2,19             | 2 877,63        |     |
| L'Assomption  | Ville                    | 23 442          | 98,99            | 236,81          |     |
| L'Épiphanie   | Ville                    | 8 883           | 58,17            | 152,71          |     |
| Repentigny    | Ville                    | 86 100          | 61,23            | 1 406,17        |     |
| Saint-Sulpice | Municipalité de paroisse | 3 360           | 36,36            | 92,41           |     |
| Total         | Total                    | 128 087         | 255,65           | 501,02          |     |

## Démographie
| 1986   | 1991   | 1996    | 2001    | 2006    | 2011    | 2016    | 2021    |
| ------ | ------ | ------- | ------- | ------- | ------- | ------- | ------- |
| 73 717 | 91 537 | 102 188 | 103 977 | 109 636 | 119 840 | 124 759 | 128 087 |